# 二号陪审员
《二号陪审员》（英語：Juror #2）是2024年上映的美国律政驚悚片，由克林·伊斯威特执导，乔纳森·艾布拉姆斯编剧，尼古拉斯·霍尔特、東妮·克莉蒂、柔伊·德區、莱丝莉·比伯、克里斯·梅希納、J·K·西蒙斯和基夫·修打蘭主演，讲述一名陪审员在杀人案庭审中发现自己才是真正的犯人，必须决定自首还是操纵陪审团。
电影2024年10月27日在美国电影学会电影节全球首映，2024年11月1日上映，由华纳兄弟影业发行。

## 演员
- 尼古拉斯·霍尔特飾演贾斯汀·坎普（Justin Kemp）
- 東妮·克莉蒂飾演費絲·基爾布魯（Faith Killebrew）
- 柔伊·德區飾演艾莉森·「艾莉」·克魯森（Allison "Ally" Crewson）
- 基夫·修打蘭飾演賴瑞·拉斯克（Larry Lasker）
- 蓋布瑞爾·貝索飾演詹姆斯·麥可·賽斯（James Michael Sythe）
- 莱丝莉·比伯（英语：Leslie Bibb）飾演丹尼絲·奧爾德沃斯（Denice Aldworth）
- 克里斯·梅希納飾演艾瑞克·雷斯尼克（Eric Resnick）
- J·K·西蒙斯飾演哈羅德（Harold）
- 埃米·阿奎诺（英语：Amy Aquino）飾演塞爾瑪·霍勒布法官（Judge Thelma Hollub）
- 艾德丽安·C·摩尔（英语：Adrienne C. Moore）飾演約蘭達（Yolanda）
- 塞德里克·亚伯勒（英语：Cedric Yarbrough）飾演馬克斯（Marcus）

## 制片
2023年4月，消息指克林·伊斯威特将本片定为自己的下部电影，尼古拉斯·霍尔特和東妮·克莉蒂参与主演谈判。次月，两人确认参演，柔伊·德區和基夫·修打蘭加盟剧组，蓋布瑞爾·貝索参与角色谈判。6月，莱丝莉·比伯加盟剧组。11月，克里斯·梅希納加盟剧组，贝索确认出演。J·K·西蒙斯、埃米·阿奎诺、艾德丽安·C·摩尔和塞德里克·亚伯勒、福山智可子（Chikako Fukuyama）和奥尼克斯·塞拉诺（Onix Serrano）于12月加盟。
主体摄影于2023年6月启动，取景地包括美国乔治亚州薩凡納和洛杉矶。同年7月，受2023年美国演员工会大罢工影响暂停制片，至11月罢工结束恢复。
后期制作于2024年4月完成。

## 发行
电影于2024年10月27日在美国电影学会电影节全球首映，2024年11月1日上映，由华纳兄弟影业发行。